# Maurizio Campolo
Maurizio Campolo (Reggio Calabria, 22 ottobre 1965) è un pilota motonautico italiano, campione del Mondo ed Europeo 2003 di Powerboat P1.
Avvocato di professione, si avvicina alla motonautica agonistica nel 2002, correndo in coppia con Antonio Gualdambrini a Gaeta.
Nel 2003 si aggiudica, con un'imbarcazione del cantiere nautico romano Barracuda, i Campionati Mondiale ed Europeo nella categoria Supersport di Powerboat P1, organizzati da KBL Management sotto l'egida dell'Union Internationale Motonautique (UIM), grazie all'esito dell'ultimo Gran Premio della serie disputato ad Hammamet nel weekend del 18 e 19 ottobre 2003.
A seguito della vittoria nel Campionato del Mondo 2003, il 29 aprile del 2005 Campolo viene insignito dal CONI della medaglia d'oro al valore atletico.
Nel 2005, corre il P1 Grand Prix di Anzio classificandosi terzo nella categoria Supersport con un Sunracer 38 del cantiere FB Design di Fabio Buzzi, lo stesso che aveva costruito l'imbarcazione Pinot di Pinot utilizzata da Stefano Casiraghi nel Grand Prix offshore di Montecarlo del 3 ottobre del 1990.